# Benedetto Cottone
Benedetto Cottone (Marsala, 4 dicembre 1917 – Roma, 13 giugno 2018) è stato un politico italiano.

## Biografia
Professore di Lettere, prese parte alla seconda guerra mondiale come sottotenente. Nel 1948 si candida alla Camera per il Partito Nazionale Monarchico. Non eletto, diviene consigliere comunale a Marsala. Viene eletto deputato nel 1953, nelle file dello stesso partito, nel collegio Sicilia occidentale. Nel dicembre 1956 lascia il PNM per aderire al Partito Liberale Italiano.
Nel 1958 è primo dei non eletti alla Camera per il PLI. È stato Vice Segretario nazionale del PLI dal 1958 al 1970
Rieletto deputato nella IV legislatura (1963-1968) nelle file del PLI. Eletto consigliere comunale di Trapani nel 1964, opta per restare nel consesso civico di Marsala.
Confermato nella V legislatura (1968), sempre per il PLI, ed è vicepresidente del gruppo dal 13 gennaio 1969 al 15 luglio 1971. Nel 1972 è ancora deputato, ed entra nel II governo Andreotti come sottosegretario all'Interno dal 30 giugno 1972 al 7 luglio 1973.
Nel 1976 si ricandida ma la lista non ottiene il quorum nel collegio. Fu consigliere comunale di Palermo dal 1980 al 1985.
Nominato poi nel Consiglio di Amministrazione del Banco di Sicilia, è stato anche Vice Presidente dell'Istituto Nazionale Assicurazioni.